# منجير (قيلاب)
منجیر (بالفارسية: منجیر) هي قرية تقع في قسم قيلاب الريفي، بمقاطعة أنديمشك التابعة لمحافظة خوزستان، إيران. يقدر عدد سكانها بـ 20 نسمة حسب الإحصاء السكاني الذي تمّ في عام 2006.